# Bank of North America
La Bank of North America è stata la prima banca autorizzata negli Stati Uniti, nonché, de facto, la prima banca centrale del paese. Venne istituita dal Congresso della Confederazione il 26 maggio 1781, aprendo a Filadelfia, il 7 gennaio 1782, e si inseriva nel più ampio contesto del piano presentato il 17 maggio 1781, da Robert Morris, sovrintendente alle finanze degli Stati Uniti, sulla base delle raccomandazioni di Alexander Hamilton. I politici della Pennsylvania si opposero ai privilegi concessi alla banca e, nonostante il contributo allo sforzo bellico, definito "essenziale" da Hamilton, la rese inadatta ad operare come banca nazionale di rilevanza pubblica o banca centrale. Dal canto suo, nel 1791, il Congresso istituì una nuova banca, la First Bank of the United States, e la Bank of North America proseguì la propria attività solo come istituzione finanziaria privata.

## Storia

### Costituzione da parte del Congresso

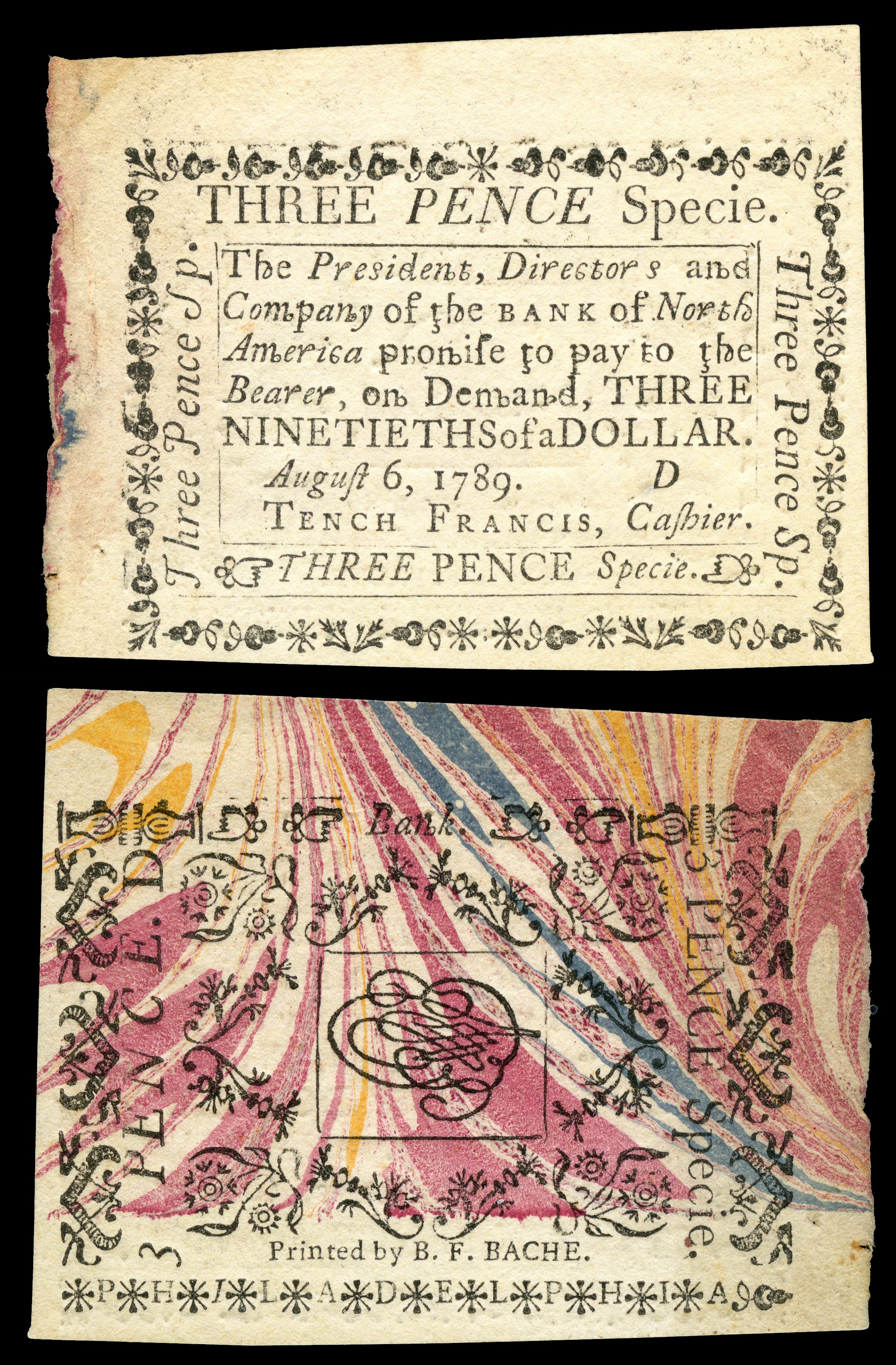
Tre pence emessi dalla Bank of North America, 6 agosto 1789. Stampato da Benjamin Franklin Bache su carta marmorizzata ottenuta da Benjamin Franklin.

Nel maggio 1781, vigenti gli Articoli della Confederazione, Alexander Hamilton rivelò che l'estate precedente, mentre si andava consolidando la formazione dell'esecutivo, aveva raccomandato Robert Morris per la carica di sovrintendente alle finanze degli Stati Uniti. Successivamente presentò una proposta per la costituzione di una banca nazionale che fungesse, de facto, anche da banca centrale. Morris, le cui relazioni con Hamilton rimontavano al momento in cui si discuteva di come finanziare la guerra di indipendenza, elaborò immediatamente un progetto legislativo centrato sulla proposta da Hamilton e lo sottopose al Congresso, persuadendolo a fondare la Bank of North America, la prima banca commerciale privata con sede negli Stati Uniti.

### Offerta di azioni
Lo statuto originale, delineato da Hamilton, prevedeva l'esborso di 1.000 azioni al prezzo di 400 dollari ciascuna. Benjamin Franklin acquistò una singola azione quale segnale di fiducia nei federalisti e nella loro nuova banca. Per sostenere la banca, Hamilton utilizzò il suo pseudonimo "Publius", divenuto in seguito famoso nei Federalist Papers, che, alla fine degli anni '80, sostennero l'adozione della Costituzione degli Stati Uniti.
William Bingham, che all'epoca veniva ritenuto l'uomo più ricco d'America dopo la guerra d'indipendenza, acquisì il 9,5% delle azioni disponibili.
In ogni caso, il maggior azionista della nuova banca, fu il governo degli Stati Uniti che, come disposto da Robert Morris, si accaparrò il 63,3% del capitale utilizzando un prestito dai Paesi Bassi ed un contributo che la Francia donò al governo e che trasformò in un prestito della banca, garantito dalle azioni della banca stessa. Il risultato fu una significativa capitalizzazione della banca garantita da un ingente afflusso di disponibilità di monete d'oro e d'argento, nonché cambiali. Grazie a questi depositi, la banca poté quindi emettere nuova cartamoneta.

### Persone chiave
Thomas Willing, due volte sindaco di Filadelfia e partner di Morris in una società di import-export (che includeva la schiavitù), fu nominato primo presidente, ricoprendo il ruolo per dieci anni circa a partire dalla costituzione della banca. Nel 1791, Willing si dimise, sostituito da John Nixon, per diventare, fino al 1807, il primo presidente della First Bank of the United States.

### Banconote
Nel 1783, il Congresso e diversi stati della Confederazione, fra cui il Massachusetts, emisero leggi che permettevano agli americani di pagare le tasse con i certificati della Bank of North America, legittimandone così il ruolo cruciale di moneta a corso legale.

### Storia successiva

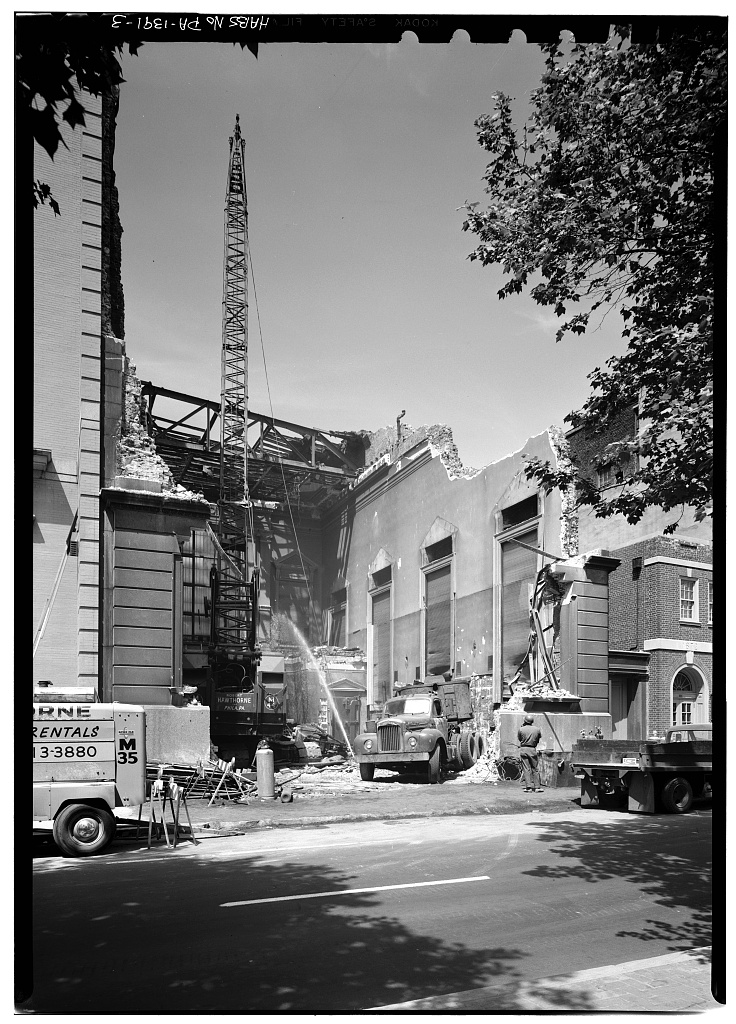
Demolizione dell'edificio della Bank of North America al 305-307 di Chestnut Street, Philadelphia (1959 o più tardi)

Gli effetti economici depressivi che seguirono la guerra di indipendenza dalla Corona britannica coniugati con la severità della banca nella riscossione dei debiti attirano il malcontento dei residenti della Pennsylvania, che presentarono una petizione al Parlamento di quello stato, per revocare la concessione ad operare, emessa nel 1782. La revoca fu resa operativa nel 1785, ma la banca rimase attiva grazie all'autorizzazione ricevuta dal Congresso prima, e poi dallo stato del Delaware. L'anno successivo l'Assemblea della Pennsylvania rilasciò una concessione con diverse restrizioni che limitavano l'operatività della Bank of North America, inclusa la commercializzazione di merci diverse dai lingotti. Nonostante queste difficoltà, le azioni della Bank of North America, furono le prime negoziate alla Borsa di New York, insieme a quelle della First Bank degli Stati Uniti e della Bank of New York.
Dopo l'approvazione del National Bank Act, nel 1862, la Bank of North America adattò la propria attività per operare in conformità con i nuovi requisti di legge. Nondimeno, la sua unicità storica fece sorgere un problema, poiché la legge richiedeva che una banca nazionale dovesse includesse la parola "nazionale" nella propria denominazione sociale. La direzione della banca prese in considerazione l'opportunità di cambiare il nome originario, ma anche per questioni di prestigio, riteneva che il proprio nome avesse diritto a deroghe anche perché fissato dallo statuto approvato dal Congresso della Confederazione. L'Office of the Comptroller of the Currency scelse di non insistere sugli aspetti formali della norma e concesse alla banca di proseguire ad operare anche senza cambiare denominazione.
Successivamente, nel 1923, la banca si fuse con la Commercial Trust Company per diventare la Bank of North America and Trust Company, che nel 1929 si unì alla Pennsylvania Company for Insurance on Lives and Granting Annuities, assumendone anche la denominazione. La nuova banca del 1929 venne poi acquisita nel 1955 dalla First Pennsylvania Bank che, a sua volta venne inglobata nella CoreStates Financial Corporation nel 1991. Quest'ultima, sette anni dopo fu comprata dalla First Union che si fuse con Wachovia nel 2001 e venne poi acquisita nel 2008 da Wells Fargo, che è quindi l'erede attuale della Bank of North America, la prima banca degli Stati Uniti.